# Herman Sörgel
Herman Sörgel (Ratisbona, 2 aprile 1885 – Monaco di Baviera, 25 dicembre 1952) è stato un architetto e filosofo tedesco.
È principalmente conosciuto per l'ideazione del progetto Atlantropa, una visione utopica di ingegneria su vasta scala che prevedeva la costruzione di dighe per abbassare il livello del mar Mediterraneo e unire Europa e Africa in un unico supercontinente.

## Biografia
Hans Otto Herman Sörgel (questo il suo nome completo) nacque a Ratisbona, nell'allora Impero Tedesco il 2 aprile 1885. Suo padre, l'ingegnere Hans Ritter von Sörgel, ebbe un ruolo importante nella costruzione della Centrale idroelettrica di Walchensee, uno dei progetti idroelettrici più ambiziosi realizzati in Germania a quei tempi. Sua madre, Cäcilie Unterholzner, apparteneva a una famiglia di birrai e proprietari terrieri di Neuötting.
Quando suo padre fu nominato capo dell'Autorità Bavarese per l'Edilizia, la famiglia si trasferì a Monaco di Baviera. Nel 1904 completò gli studi al Maximiliansgymnasium di Monaco, quindi frequentò per quattro anni l'Università tecnica di Monaco, dove si laureò in architettura, ma la sua tesi fu rifiutata. Nel 1910 ottenne la qualifica di Regierungsbaumeister (architetto governativo).
Fu attivo come architetto per la commissione edilizia bavarese, realizzando progetti come l'edificio annesso alla centrale idroelettrica di Aufkirchen. Fu anche caporedattore della rivista Die Baukunst, che gli permise di entrare in contatto con importanti architetti del tempo.
Sörgel si sposò due volte: la prima con Babette Ritz nel 1914 (divorziarono nel 1921), la seconda nel 1926 con Irene Villányi, facoltosa mercante d'arte.
Durante la seconda guerra mondiale, nel 1943 si rifugiò con la moglie a Oberstdorf, per sfuggire ai bombardamenti su Monaco, dove fece ritorno nel 1950.

## Il progetto Atlantropa

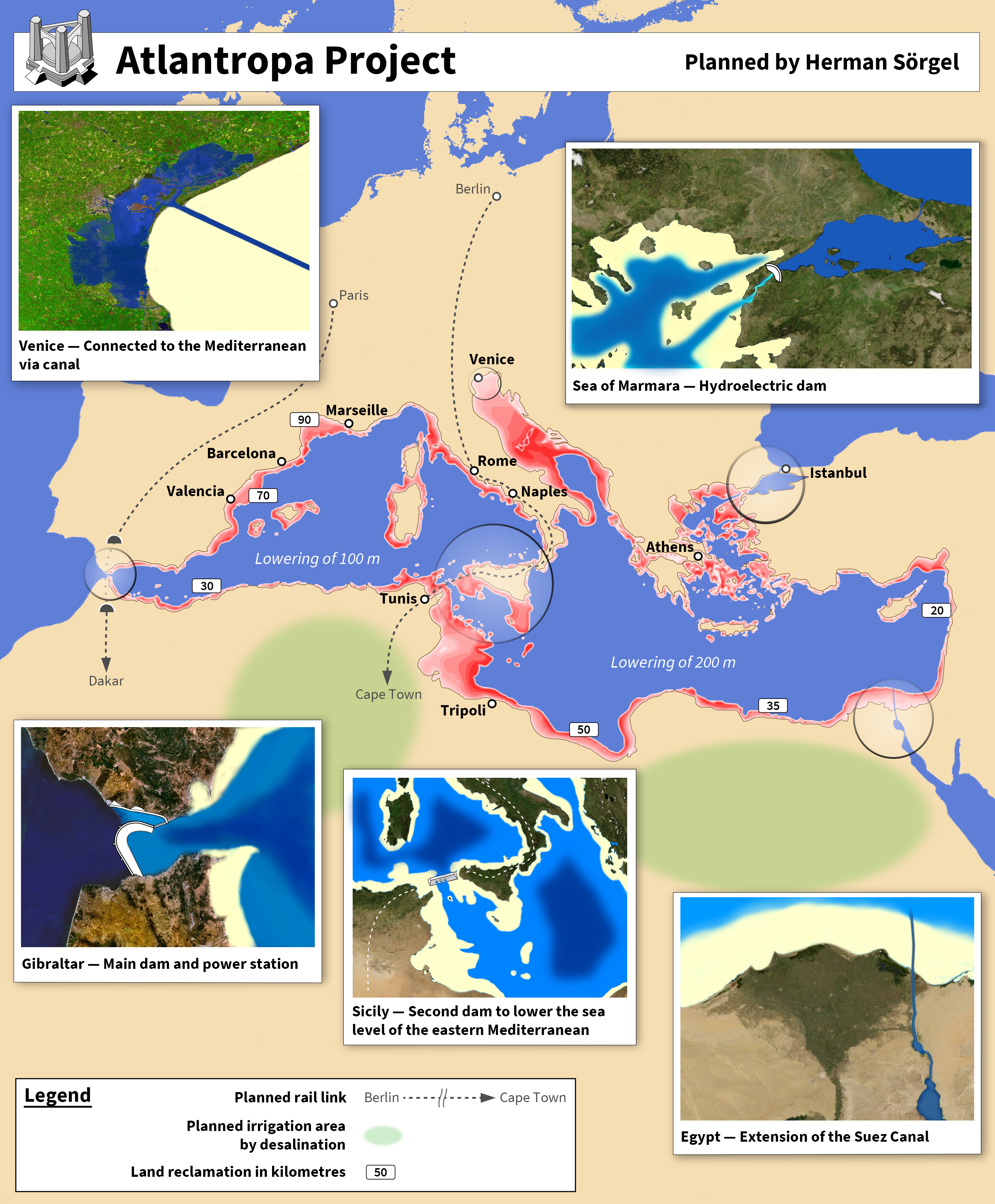
Mappa riassuntiva del progetto Atlantropa

A partire dal 1928, Sörgel si dedicò alla promozione di Atlantropa, un ambizioso progetto che prevedeva:
- la costruzione di dighe attraverso lo stretto di Gibilterra, il Bosforo e il canale tra Sicilia e Tunisia[8];
- il parziale prosciugamento del Mediterraneo con un abbassamento di livello stimato in 100-200 metri[9];
- la generazione massiccia di energia idroelettrica sfruttando il dislivello tra Mediterraneo e oceano Atlantico[10];
- la creazione di nuove terre emerse per espandere i territori coltivabili del continente europeo[11] e migliorare i collegamenti con l'Africa[12];
- ulteriori interventi su fiumi africani (come il Congo) per espandere artificialmente bacini come quello del Lago Ciad[13], rendendo irrigabile il Sahara[5].

Sörgel immaginava la formazione di un nuovo supercontinente chiamato Atlantropa, in cui Europa e Africa sarebbero state unite non solo fisicamente, ma anche economicamente e politicamente. Obiettivo finale del progetto era quello di subordinare l’Africa a un’Europa tecnologicamente ed economicamente dominante, per mantenerne la supremazia nei confronti delle superpotenze emergenti negli altri continenti e garantire una "pace duratura" attraverso il controllo energetico e la cooperazione fra gli stati europei.
Tra i sostenitori dell’iniziativa vi furono architetti come Erich Mendelsohn, Emil Fahrenkamp e Peter Behrens.
Sörgel presentò ufficialmente il piano Atlantropa nel 1932 in un omonimo libro, e continuò per tutta la vita a sostenerlo, promuovendolo in occasione di diverse fiere internazionali e proponendolo all'attenzione dell'opinione pubblica mondiale.
Tuttavia, il progetto non fu mai realizzato. Fu osteggiato per motivi tecnici, ecologici e politici (nel 1942 il Ministero per la Propaganda del regime nazista arrivò a vietare la diffusione degli scritti di Sörgel), e dopo la sua morte fu definitivamente abbandonato. L’Istituto Atlantropa, da lui fondato nel 1940, fu chiuso nel 1960. Parti del suo archivio sono conservate presso il Deutsches Museum di Monaco.

## Ultimi anni e morte
Sörgel morì il 25 dicembre 1952, all'età di 67 anni, dopo essere stato investito da un'automobile mentre si recava in bicicletta a tenere una lezione a Monaco. L'incidente avvenne su una strada rettilinea, e il conducente non fu mai identificato.
È sepolto nel Waldfriedhof di Monaco di Baviera.

## Pubblicazioni
- (DE)  Einführung in die Architekturästhetik. Prolegomena zu einer Theorie der Baukunst, 1918
- (DE) Theorie der Baukunst I. Architektur-Ästhetik, 3. Auflage, Piloty & Löhle, München 1921 (Nachdruck: Gebr. Mann, Berlin 1998, ISBN 3-7861-1992-9)
- (DE)  Entwurf zur Erziehungsreform des Gymnasions, Jenaer Volksbuchhandlung, Jena 1921
- (DE)  Reformentwurf zur einheitlichen Organisation der Hochbauschulen, 1921
- (DE)  Das Chilehaus, Hamburg. Architekt Fr. Höger (= Deutschlands Industrie und Handel; 1), Raue, Charlottenburg 1924
- (DE)  Wohnhäuser (= Handbuch der Architektur, IV. Teil, Halbband 2, Heft 1), 2. Auflage, 1927
- (DE)  Verirrungen und Merkwürdigkeiten im Bauen und Wohnen, Gebhardt, Leipzig 1929
- (DE)  Mittelmeer-Senkung, saharabewässerung, Panropaprojekt, Gebhardt, Leipzig 1929.1929
- (DE)  Das Haus fürs Wochenende, Gebhardt, Leipzig 1930
- (DE)  Atlantropa. Fretz & Wasmuth, Zürich / Piloty & Loehle, München 1932
- (DE)  Vorwort zu: Wayne W. Parrish: Technokratie – die neue Heilslehre, Piper, München 1933
- (DE)  Die drei großen A, Amerika, Atlantropa, Asien, 1938
- (DE)  Atlantropa-ABC. Kraft, Raum, Brot. Erläuterungen zum Atlantropa-Projekt, Arnd, Leipzig 1942
- (DE)  Atlantropa. Wesenszüge eines Projekts (= Atlantropa-Bibliothek; Band 1), Vorwort von John Knittel, Behrendt, Stuttgart 1948